# Luigi Ruffo Scilla
Luigi Ruffo Scilla, italijanski rimskokatoliški duhovnik, škof in kardinal, * 25. avgust 1750, S. Onofrio, † 17. november 1832.

## Življenjepis
20. maja 1780 je prejel duhovniško posvečenje.
11. aprila 1785 je bil imenovan za naslovnega nadškofa Apamea in Bithynia in apostolskega nuncija. 23. avgusta 1793 je bil imenovan za apostolskega nuncija v Avstriji.
23. februarja 1801 je bil povzdignjen v kardinala in imenovan za kardinal-duhovnika Ss. Silvestro e Martino ai Monti.
9. avgusta 1802 je bil imenovan za nadškofa Neplja.